# Grand Prix Formule 1 van Spanje 1981
De Grand Prix Formule 1 van Spanje 1981 werd gehouden op 21 juni 1981 in Jarama.

## Verslag

### Voor de race
Eliseo Salazar ging van March naar Ensign, waar hij Marc Surer verving.

### Kwalificatie
Jacques Laffite pakte de pole-position met zijn Ligier-Matra. Alan Jones en Carlos Reutemann, beiden Williams vertrokken vanop de tweede en derde startplaats. Vanop de vierde plaats vertrok John Watson, gevolgd door Alain Prost en Bruno Giacomelli. Gilles Villeneuve vertrok vanop de zevende startplaats.

### Race
De race vond plaats in uitzonderlijk warme omstandigheden. Bij het begin van de race pakte Jones de leiding, voor Reutemann. Laffite maakte een zwakke start, waardoor Villeneuve onmiddellijk kon opklimmen naar de derde plaats. Hij beschadigde bij dit manoeuvre wel de voorvleugel van Prost. Aan het eind van de eerste ronde pakte Villeneuve de tweede plaats over van Reutemann. Jones bouwde een voorsprong uit, maar hij ging in de 14de ronde van de baan. Hierdoor kon de Canadees de leiding overnemen, met Reutemann achter zich. Watson, Laffite en Elio de Angelis kwamen ook hoe langer, hoe dichter. Reutemann had problemen met zijn versnellingsbak, waardoor hij Laffite nagenoeg onmiddellijk voorbij moest laten toen die dichter kwam. De Argentijn zou later ook Watson moeten laten voorgaan. De eerste vijf rijders vormden intussen een trein.
Villeneuve gebruikte de kracht van de Ferrari-motor op de rechte stukken om de rest van het veld voor te blijven. In de bochten kwam Laffite vaak naast de Canadees, maar eenmaal hij de kracht van zijn motor kon gebruiken bleef Villeneuve de Fransman voor. De vijf bleven echter vlak achter elkaar rijden tot het eind van de race, waardoor ze binnen 1,24 seconden van elkaar af finishten.

## Uitslag
| Positie | Nummer | Rijder                | Team           | Ronden | Tijd/Opgave      | Startplaats | Punten |
| ------- | ------ | --------------------- | -------------- | ------ | ---------------- | ----------- | ------ |
| 1       | 27     | Gilles Villeneuve     | Ferrari        | 80     | 1:46:35.01       | 7           | 9      |
| 2       | 26     | Jacques Laffite       | Ligier-Matra   | 80     | + 0.22           | 1           | 6      |
| 3       | 7      | John Watson           | McLaren-Ford   | 80     | + 0.58           | 4           | 4      |
| 4       | 2      | Carlos Reutemann      | Williams-Ford  | 80     | + 1.01           | 3           | 3      |
| 5       | 11     | Elio de Angelis       | Lotus-Ford     | 80     | + 1.24           | 10          | 2      |
| 6       | 12     | Nigel Mansell         | Lotus-Ford     | 80     | + 28.58          | 11          | 1      |
| 7       | 1      | Alan Jones            | Williams-Ford  | 80     | + 56.58          | 2           |        |
| 8       | 22     | Mario Andretti        | Alfa Romeo     | 80     | + 1:00.80        | 8           |        |
| 9       | 16     | René Arnoux           | Renault        | 80     | + 1:07.08        | 17          |        |
| 10      | 23     | Bruno Giacomelli      | Alfa Romeo     | 80     | + 1:13.65        | 6           |        |
| 11      | 21     | Chico Serra           | Fittpaldi-Ford | 79     | + 1 Ronde        | 21          |        |
| 12      | 20     | Keke Rosberg          | Fittpaldi-Ford | 78     | + 2 Rondes       | 15          |        |
| 13      | 33     | Patrick Tambay        | Theodore-Ford  | 78     | + 2 Rondes       | 16          |        |
| 14      | 14     | Eliseo Salazar        | Ensign-Ford    | 77     | + 3 Rondes       | 24          |        |
| 15      | 28     | Didier Pironi         | Ferrari        | 76     | + 4 Rondes       | 13          |        |
| 16      | 17     | Derek Daly            | March-Ford     | 75     | + 5 Rondes       | 22          |        |
| NC      | 3      | Eddie Cheever         | Tyrrell-Ford   | 62     | Niet geklasseerd | 20          |        |
| NF      | 25     | Jean-Pierre Jabouille | Ligier-Matra   | 51     | Remmen           | 19          |        |
| NF      | 6      | Héctor Rebaque        | Brabham-Ford   | 46     | Versnellingsbak  | 18          |        |
| NF      | 30     | Siegfried Stohr       | Arrows-Ford    | 43     | Ontsteking       | 23          |        |
| NF      | 5      | Nelson Piquet         | Brabham-Ford   | 43     | Ongeluk          | 9           |        |
| NF      | 15     | Alain Prost           | Renault        | 28     | Spin             | 5           |        |
| NF      | 29     | Riccardo Patrese      | Arrows-Ford    | 21     | Remmen           | 12          |        |
| NF      | 8      | Andrea de Cesaris     | McLaren-Ford   | 9      | Ongeluk          | 14          |        |
| NQ      | 4      | Michele Alboreto      | Tyrrell-Ford   |        |                  |             |        |
| NQ      | 31     | Beppe Gabbiani        | Osella-Ford    |        |                  |             |        |
| NQ      | 9      | Slim Borgudd          | ATS-Ford       |        |                  |             |        |
| NQ      | 35     | Brian Henton          | Toleman-Hart   |        |                  |             |        |
| NQ      | 36     | Derek Warwick         | Toleman-Hart   |        |                  |             |        |
| NQ      | 32     | Giorgio Francia       | Osella-Ford    |        |                  |             |        |

## Statistieken
| Pole-position | Jacques Laffite | Ligier-Matra  | 1:13.754 |
| Snelste ronde | Alan Jones      | Williams-Ford | 1:17.818 |

## Noot
- Dit was de honderdste Grand Prix-start voor Jacques Laffite. Daarmee was Laffite de zeventiende coureur die minstens 100 Grands Prix had gereden.

1913 · 1923 · 1926 · 1927 · 1933 · 1934 · 1935 · 1951 · 1954 · 1967 · 1968 · 1969 · 1970 · 1971 · 1972 · 1973 · 1974 · 1975 · 1976 · 1977 · 1978 · 1979 · 1980 · 1981 · 1986 · 1987 · 1988 · 1989 · 1990 · 1991 · 1992 · 1993 · 1994 · 1995 · 1996 · 1997 · 1998 · 1999 · 2000 · 2001 · 2002 · 2003 · 2004 · 2005 · 2006 · 2007 · 2008 · 2009 · 2010 · 2011 · 2012 · 2013 · 2014 · 2015 · 2016 · 2017 · 2018 · 2019 · 2020 · 2021 · 2022 · 2023 · 2024 · 2025 · 2026